# Ranger 4

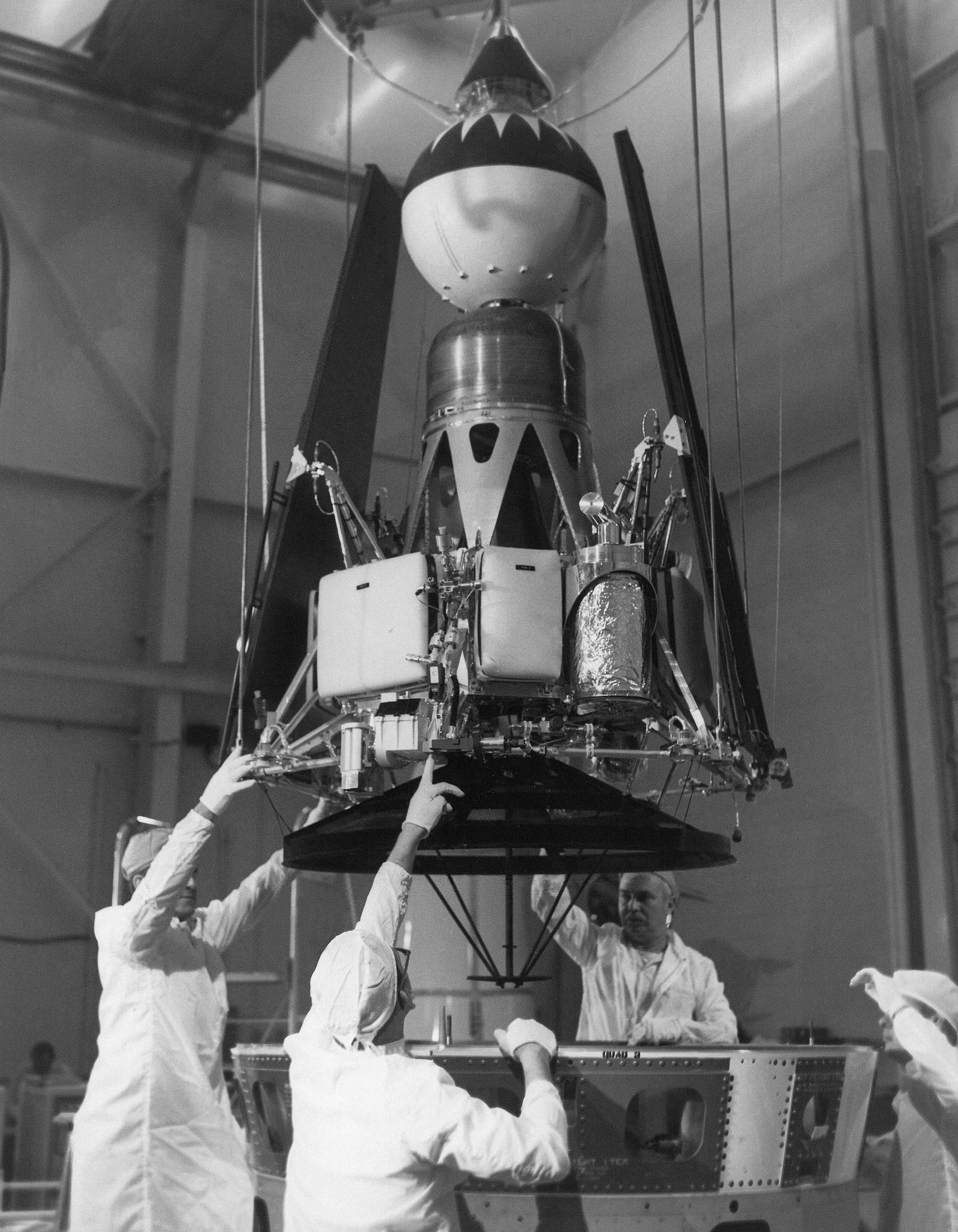
A sonda Ranger 4.

A Ranger 4 era uma espaçonave do programa Ranger, lançada em 1962. Ela foi projetada para transmitir imagens da superfície lunar para estações terrestres durante um período de 10 minutos de voo antes de colidir com a Lua, para aterrissar em uma cápsula de sismômetro em a Lua, para coletar dados de raios gama em voo, para estudar a refletividade do radar da superfície lunar e para continuar os testes do programa Ranger para o desenvolvimento de espaçonaves lunares e interplanetárias.
Uma falha no computador de bordo causou falha na implantação dos painéis solares e sistemas de navegação; como resultado, a espaçonave caiu do outro lado da Lua sem retornar nenhum dado científico. Foi a primeira espaçonave dos Estados Unidos a alcançar outro corpo celeste.

## Projeto da nave espacial

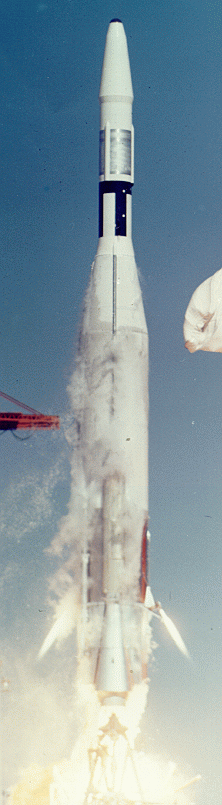
Lançamento do Ranger 4

Ranger 4 era uma espaçonave Block II Ranger virtualmente idêntica à Ranger 3. O veículo básico tinha 331 kg (730 lb), 3,1 m (10 pés) de altura e consistia em uma cápsula lunar coberta com um limitador de impacto balsawood, 0,65 m (26 pol.) De diâmetro, um motor de curso médio monopropelente, um retrorocket de impulso de 22,6 kN (5 080 lb f ) e uma base hexagonal cromada e dourada com 1,5 m (4 pés 11 pol.) de diâmetro. Uma grande antena parabólica foi fixada na base. Dois painéis solares em forma de asa (5,2 m (17 pés) de diâmetro) foram anexados à base e implantados no início do vôo.
A energia foi gerada por 8 680 células solares contidas nos painéis solares que carregaram uma bateria de lançamento e backup AgZn com capacidade de 11,5 kg (25 lb) e 1 kWh. O controle da nave espacial era fornecido por um computador e sequenciador de estado sólido e um sistema de comando controlado pela Terra. O controle de atitude era fornecido por sensores do Sol e da Terra, giroscópios e jatos de inclinação e rotação. O sistema de telemetria a bordo da espaçonave, consistindo de dois transmissores de 960 MHz, um com potência de 3 W e outro com potência de 50 mW, antena de alta potência e uma antena omnidirecional.
Como a esterilização por calor foi suspeita de ter causado o mau funcionamento do computador do Ranger 3, este procedimento foi descartado no Ranger 4. A cápsula do sismômetro também foi pintada com um padrão dente de serra para melhor proteção térmica.
O aparato experimental incluiu: (1) uma câmera de televisão vidicon, que empregava um mecanismo de varredura que rendia um quadro completo em dez segundos; 2) um espectrômetro de raios gama montado em uma lança de 1,8 m (5 pés 11 pol.); (3) um altímetro de radar; e (4) um sismômetro a ser aterrado na superfície lunar. O sismômetro foi encaixado na cápsula lunar junto com um amplificador, um transmissor de 50 miliwatts, controle de voltagem, uma antena de catraca e seis baterias de prata-cádmio capazes de operar o transmissor da cápsula lunar por 30 dias, todos projetados para pousar na Lua de 130 a 160 km / h (80 a 100 mph). O altímetro de radar seria usado para estudos de refletividade, mas também foi projetado para iniciar a separação da cápsula e acionar o retro-foguete.

## Missão
Atlas 133D e Agena 6004 chegaram ao Cabo Canaveral em março e começaram os checkouts pré-voo. Ao contrário dos lançamentos Ranger anteriores, nenhuma dificuldade séria foi encontrada em preparar o veículo de lançamento para o voo e a sonda também passou em todos os testes de sistema com facilidade. Em 20 de abril, o Ranger 4 foi empilhado no topo do impulsionador e a decolagem ocorreu às 15h50 EST do dia 23 de abril. lançamento ocorreu perfeitamente desta vez e não houve anomalias com o Atlas ou o Agena, que realizou sua segunda queima para enviar o Ranger 4 em uma trajetória translunar.
Após a separação do Agena, ficou aparente que algo estava seriamente errado quando as estações de rastreamento captaram o transmissor de rádio do Ranger 4, mas não houve dados de telemetria sendo retornados ou qualquer resposta quando os comandos foram enviados ao computador. Sem telemetria, não foi possível confirmar que os painéis solares da sonda haviam se desdobrado, mas o transponder de rádio flutuante indicou que o Ranger 4 estava caindo e que os painéis solares e a antena de alto ganho também não foram implantados.
O Atlas e o Agena tiveram um desempenho perfeito, na verdade tão bem que o Ranger 4 nem precisaria de uma queima de correção no meio do curso para impactar a lua. No entanto, tudo isso seria inútil se a espaçonave estivesse inoperante. Os controladores de solo enviaram comandos à sonda para desenrolar os painéis solares e a antena de alto ganho e usar manualmente o sistema de controle de atitude para interromper o movimento em que estava, mas a sonda não respondeu. A equipe de análise de dados da nave espacial no JPL concluiu que o cronômetro principal no computador do Ranger 4 havia parado, o que desativou o sistema de telemetria, eventos pré-programados, como a implantação de um painel solar e também fez com que o sistema não respondesse completamente aos comandos manuais. Mesmo que o impacto lunar ocorresse conforme planejado, a missão foi um fracasso para todos os efeitos. Os problemas que afetaram os Rangers 1-3 foram resolvidos, apenas para a própria sonda falhar completamente, pois ao contrário das missões anteriores, o Ranger 4 não retornou nenhum dado útil.
Sem energia solar, as baterias do Ranger 4 acabaram na manhã de 26 de abril e o transponder de rádio parou de funcionar. O minúsculo transmissor na cápsula do sismômetro continuou enviando um sinal de 50 miliwatts. Ranger 4 impactou o outro lado da Lua (229,3 graus E, 15,5 graus S) a 9 600 km/h (5 970 mph) às 12h49min53 UT em 26 de abril, após 64 horas de voo.
Oficiais da NASA tentaram colocar uma visão positiva da missão, observando que foi a primeira vez que uma espaçonave americana atingiu a superfície da Lua e que a sonda era "muito mais sofisticada" do que a sonda espacial soviética Luna 2 em 1959, que era pouco mais do que uma esfera pressurizada projetada para depositar bandeirolas na superfície no momento do impacto. O excelente desempenho do impulsionador Atlas-Agena também elevou o moral.
Esta espaçonave, semelhante em design à Ranger 3, foi a primeira espaçonave americana a alcançar outro corpo celeste. Embora a espaçonave não tenha alcançado seu objetivo principal, a combinação Atlas-Agena-Ranger atuou sem falhas pela primeira vez. Ele adquiriu a duvidosa honra de ser a primeira espaçonave a impactar o outro lado da Lua também.